# Cleveland (North Dakota)
Cleveland is een plaats (city) in de Amerikaanse staat North Dakota, en valt bestuurlijk gezien onder Stutsman County.

## Demografie
Bij de volkstelling in 2000 werd het aantal inwoners vastgesteld op 112. In 2006 is het aantal inwoners door het United States Census Bureau geschat op 102, een daling van 10 (-8,9%).

## Geografie
Volgens het United States Census Bureau beslaat de plaats een oppervlakte van 0,5 km², geheel bestaande uit land. Cleveland ligt op ongeveer 568 m boven zeeniveau.

## Plaatsen in de nabije omgeving
De onderstaande figuur toont nabijgelegen plaatsen in een straal van 32 km rond Cleveland.